# Menoplax
Menoplax is een geslacht van kreeftachtigen uit de klasse van de Malacostraca (hogere kreeftachtigen).

## Soort
- Menoplax longispinosa (Chen, 1984)